# Circuito de los Inválidos

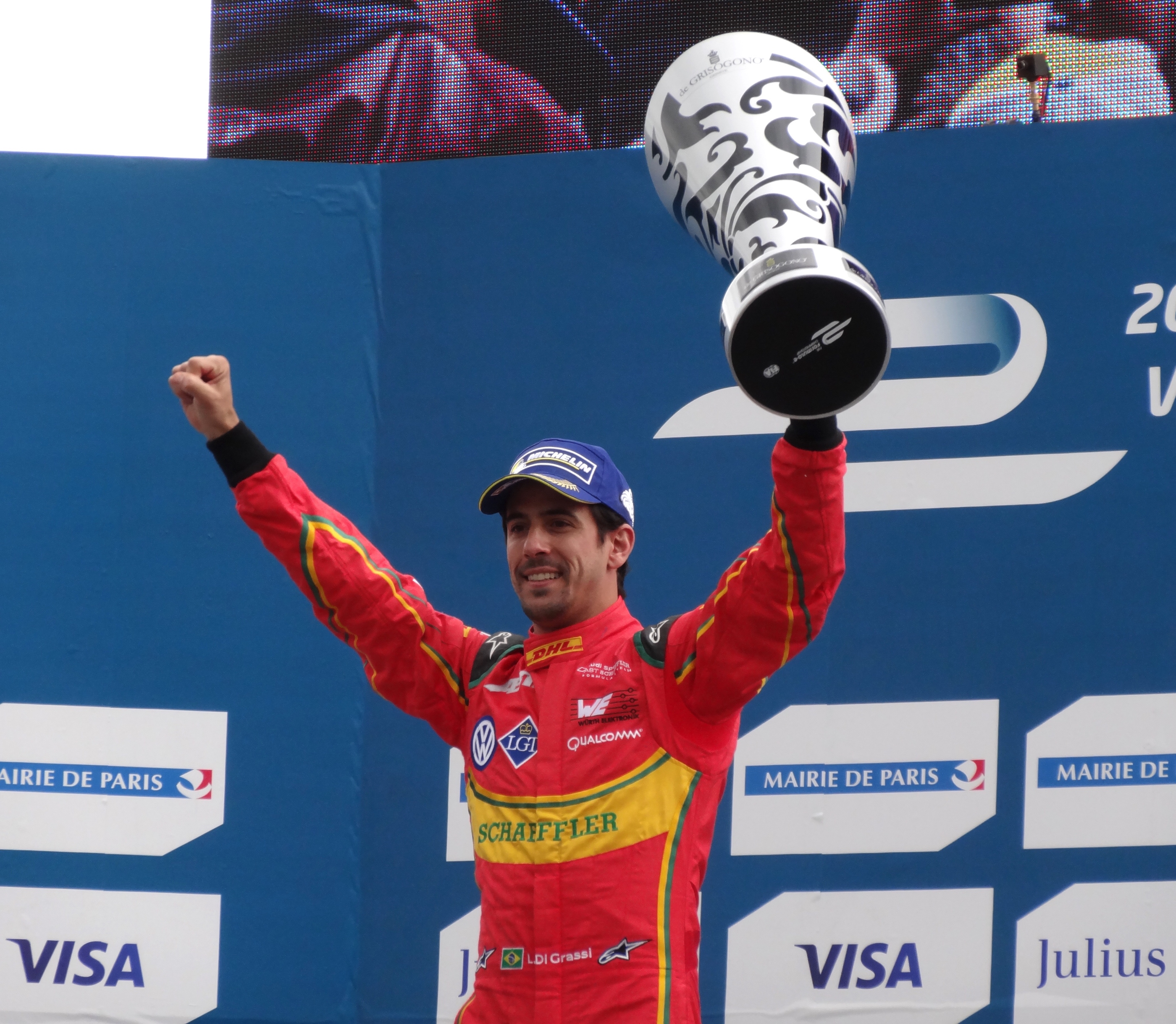
Lucas di Grassi, ganador de la carrera edición de Fórmula E en este circuito.

El Circuito de los Inválidos, oficialmente Circuit des Invalides pero conocido comúnmente como Circuito callejero de París, es un circuito urbano de la ciudad París de Francia, donde corre el campeonato de Fórmula E desde la Temporada 2015-16 de Fórmula E. La pista es de 1.93 km de longitud y cuenta con 14 curvas y chicanas. Rodea el Palacio Nacional de los Inválidos.

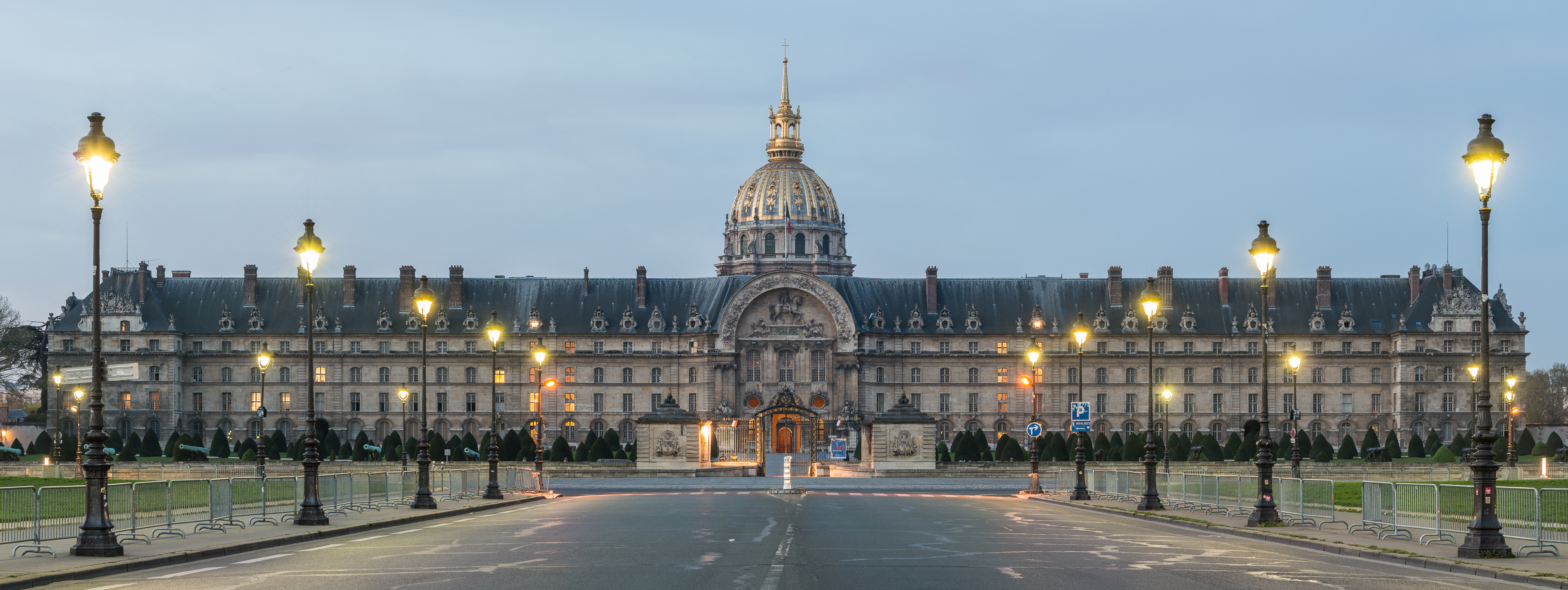
Vista desde la explanada de los Inválidos, donde se encuentra la calle de boxes.

## Ganadores

### Fórmula E
| Año     | Piloto           | Equipo                    | Fecha       | Resultados |
| ------- | ---------------- | ------------------------- | ----------- | ---------- |
| 2016    | Lucas di Grassi  | ABT Schaeffler Audi Sport | 23 de abril | Resultados |
| 2017    | Sébastien Buemi  | Renault e.dams            | 20 de mayo  | Resultados |
| 2018    | Jean-Éric Vergne | DS Techeetah              | 28 de abril | Resultados |
| 2019    | Robin Frijns     | Envision Virgin Racing    | 27 de abril | Resultados |
| 2020    | Por disputarse   | Por disputarse            | [[ ]]       | Resultados |
| Fuente: |                  |                           |             |            |

### Jaguar I-Pace eTrophy
| Año     | Piloto         | Equipo                         | Fecha       |
| ------- | -------------- | ------------------------------ | ----------- |
| 2019    | Bryan Sellers  | Rahal Letterman Lanigan Racing | 27 de abril |
| 2020    | Por disputarse | Por disputarse                 | [[ ]]       |
| Fuente: |                |                                |             |